# Brodiaea coronaria
Brodiaea coronaria es una planta herbácea, perenne y bulbosa nativa del oeste de Norteamérica, desde la Columbia Británica hasta el norte de California, donde crece en las montañas y praderas. Es la especie tipo del género Brodiaea.

## Descripción
Brodiaea coronaria es una hierba perenne que crece a partir de un cormo produciendo un escapo erecto con pocas hojas basales. La inflorescencia tiene hasta unos 25 cm de altura y presenta flores pediceladas. Cada flor es un tubo de varios centímetros de longitud con una corola en forma de campana compuesta por seis tépalos de color púrpura brillante cada uno de hasta 3 cm de largo. En el centro se halla el androceo compuesto por tres estambres fértiles y tres estambres estériles. Estos últimos son blanquecinos y se conocen como estaminodios.

### Subespecies
Brodiaea coronaria presenta dos subespecies. Una de ellas, Brodiaea coronaria ssp. rosea, es un raro endemismo de flores rosadas de una pequeña región en el noroeste de California.

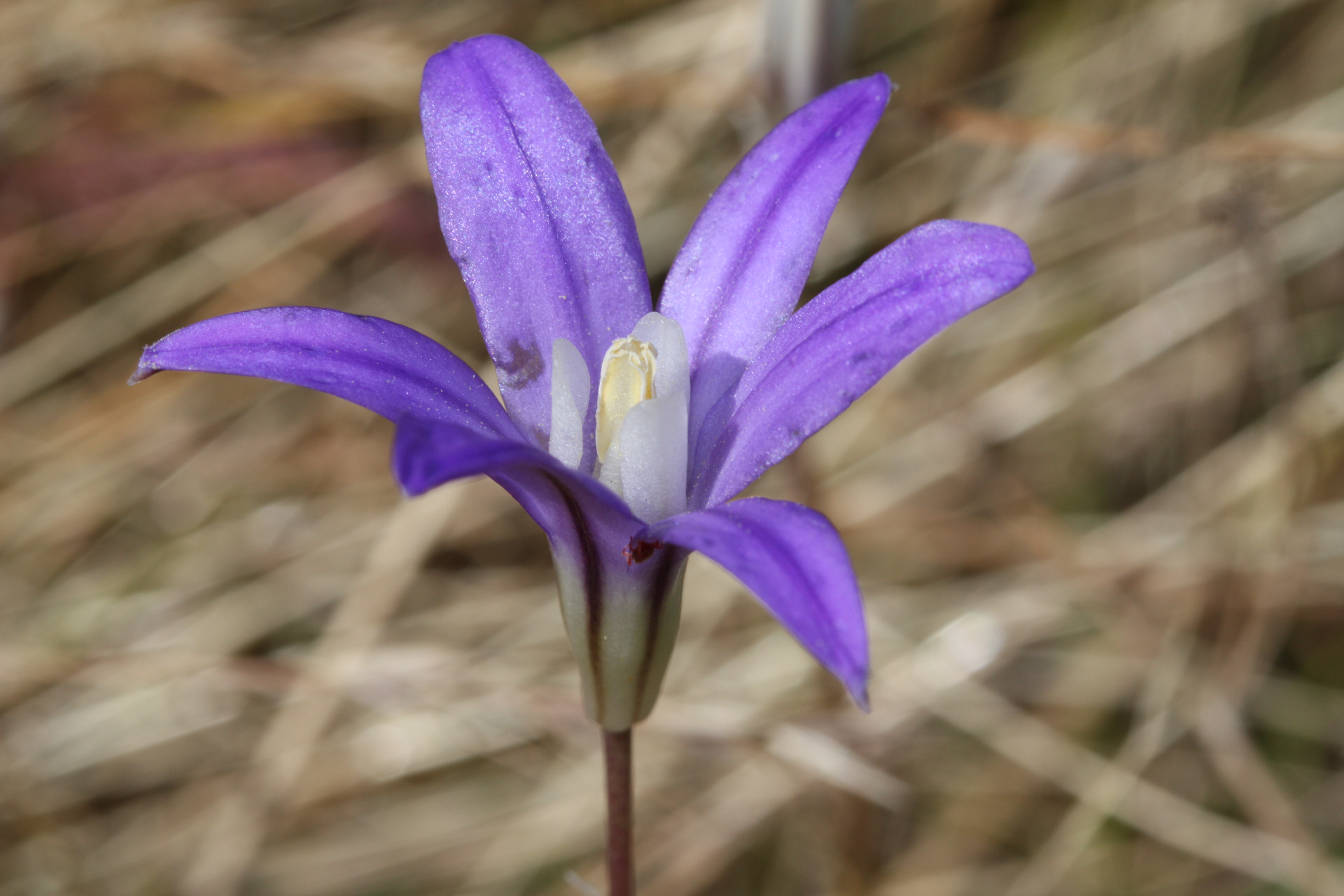
En el centro de la flor hay tres estambres fértiles y tres estaminodios blanquecinos.

## Taxonomía
Fue colectada por primera vez por Archibald Menzies durante la expedición Vancouver y publicada como Hookera coronaria por Richard Anthony Salisbury en su obra de 1808 Londinensis Paradisus. En 1811, James Edward Smith la segregó en un género separado como Brodiaea grandiflora. El nuevo género de Smith fue aceptado, pero la prioridad del epíteto específico de Salisbury también fue reconocida, de ahí el nombre actual Brodiaea coronaria.
Brodiaea coronaria fue descrita por (Salisb.) Jeps. y publicado en Madroño 1: 61. 1917.
Etimología
Brodiaea: nombre otorgado en honor del botánico escocés James Brodie (1744–1824).
coronaria: epíteto latino que significa "para corona o guirnaldas"
Sinonimia
Brodiaea coronaria (Salisb.) Engl.
Brodiaea grandiflora Sm.
Hookera coronaria Salisb.